# Davide Grassi
Davide Grassi (Montecchio, Italia, 13 de enero de 1986) es un futbolista italiano. Juega de defensor y se encuentra sin equipo.

## Clubes
| Club                  | País      | Año       |
| --------------------- | --------- | --------- |
| Cattolica             | Italia    | 2005-2006 |
| SC Bonifika           | Eslovenia | 2006-2007 |
| Mérida UD             | España    | 2007-2008 |
| UE Sant Andreu        | España    | 2008-2009 |
| Aberdeen              | Escocia   | 2009-2010 |
| Sorrento Calcio       | Italia    | 2010      |
| Triestina Calcio      | Italia    | 2011      |
| FC Brussels           | Bélgica   | 2011-2012 |
| Dundee FC             | Escocia   | 2012-2013 |
| Aris Limassol         | Chipre    | 2013-2014 |
| VfL Osnabrück         | Alemania  | 2014-2015 |
| Rapid Bucarest        | Rumania   | 2015      |
| Sarawak FA            | Malasia   | 2016      |
| Nea Salamis Famagusta | Chipre    | 2016-2017 |
| AO Kerkyra            | Grecia    | 2018      |
| Reggio Audace         | Italia    | 2018      |